# Стефані Келтон
Стефані А. Келтон ( уроджена Белл ; нар. 10 жовтня 1969 року) — американська економістка-гетеродоксальна науковиця, провідна прихильниця сучасної монетарної теорії .  Вона була радником президентської кампанії Берні Сандерса 2016 року та працювала в Бюджетному комітеті Сенату під його головуванням. Вона також є авторкою книги «Міт про дефіцит»,  бестселера New York Times,  на тему сучасної монетарної теорії.
Келтон — професорка Університету Стоуні-Брук  та старша наукова співробітниця Центру аналізу економічної політики Шварца в Новій школі соціальних досліджень .  Раніше вона була професоркою Університету Міссурі в Канзас-Сіті . 
Келтон також є засновницею та головною редакторкою блогу New Economic Perspectives. У 2016 році була названа однією з 50 «мислителів, діячів та візіонерів, які трансформують американську політику» за версією Politico.. Пізніше Fast Company включив Келтон до списку найбільш креативних людей у бізнесі. У 2019 році вона увійшла до складу правління Matriarch PAC.

## Родина
Келтон - донька Джеральда та Марлен Белл. Вона одружена з Полом Келтоном, у них двоє дітей.

## Освіта
Келтон вивчала бізнес-фінанси та економіку в Каліфорнійському державному університеті в Сакраменто  та отримала ступені бакалавра та бакалавра у 1995 році. Вона отримала стипендію Ротарі для вивчення економіки в Кембриджському університеті, де здобула ступінь магістра у 1997 році. За стипендією від Крайстс-коледжу в Кембриджі Келтон потім провела рік в Економічному інституті Леві при Бард-коледжі . Вона отримала ступінь доктора філософії з економіки в Новій школі соціальних досліджень у 2001 році, захистивши дисертацію на тему «Державна політика та державні фінанси: порівняльний аналіз за різних монетарних систем».

## Робота
Келтон є професором державної політики та економіки в Університеті Стоні Брук, а раніше очолювала економічний факультет Університету Міссурі-Канзас-Сіті. Вона була науковим співробітником Центру повної зайнятості та цінової стабільності UMKC та Інституту економіки Леві на півночі штату Нью-Йорк.
Келтон є головним редактором блогу New Economic Perspectives.
26 грудня 2014 року Келтон була призначена головним економістом штабу демократичної меншості в бюджетному комітеті Сенату, цю посаду вона обіймала у 2015 році та на початку 2016 року, після чого залишила цю посаду, щоб стати економічним радником президентської кампанії Берні Сандерса.
25 травня 2017 року Університет Стоуні-Брук оголосив, що Келтон приєднається до університету «цієї осені як професор у майбутньому Центрі вивчення нерівності та соціальної справедливості». Вона приєдналася до Стоуні-Брук одночасно зі своїм чоловіком Полом, який був призначений на першу кафедру Роберта Девіда Лайона Гардінера з американської історії в Коледжі мистецтв і наук.
У 2019 році Келтон була запрошена на посаду запрошеного професора Джеффа Гаркорта в Університет Аделаїди.

## Дослідження
Основні дослідницькі інтереси Келтон включають монетарну теорію, політику зайнятості, історію економічної монетарної думки, соціальне забезпечення, державні фінанси, фіскальну політику, фінансовий облік, міжнародні фінанси та європейську монетарну інтеграцію.   Вона була помітною прихильницею та дослідницею сучасної монетарної теорії, опублікувала кілька статей та редагувала книги в цій галузі,  а також підтримувала пропозицію щодо гарантії зайнятості .

## Преса
Келтон публікується як офіційно, так і в популярній пресі та з'являється в засобах масової інформації . Вона була частою гостею на телебаченні та радіо, зокрема в програмі «Up with Chris Hayes» на MSNBC  та «On Point» на NPR . Авторські статті Келтон публікувалися в The Los Angeles Times та The New York Times . Стаття «Як ми думаємо про дефіцит, здебільшого неправильно» з'явилася в The New York Times  . Келтон написала статтю «Конгрес може дати кожному американцю поні (якщо він розведе достатню кількість поні)», яка з'явилася в The Los Angeles Times .

## Міт про дефіцит: сучасна монетарна теорія та народження народної економіки
Книга Келтон «Міт про дефіцит» з'явилася у списку бестселерів нон-фікшн за версією The New York Times у червні 2020 р. «Це вступ до сучасної монетарної теорії (СМТ), економічної школи, яка набуває все більшої популярності. Вона намагається пояснити, чому для країн з монетарним суверенітетом федеральний бюджет фундаментально відрізняється від бюджету домогосподарств, і чому дефіцит, як правило, корисний для економіки. Замість того, щоб зосереджуватися на бюджетних обмеженнях, Келтон пропонує використовувати інфляцію та обмеження реальних ресурсів як мірило державних витрат».
Колишній професор економіки Єльського університету та заступник Державного секретаря США з економічних питань Річард Н. Купер назвав «Міт про дефіцит» «чіткою та енергійно написаною книгою» в рецензії для Foreign Affairs і написав, що «фіскальні дії Конгресу США у відповідь на пандемію, а також нові програми, започатковані Федеральною резервною системою, свідчать про те, що авторка принаймні частково має рацію в своїй оцінці видаткових можливостей урядів».
Професор економіки Нікольського коледжу Ганс Г. Деспейн назвав книгу «тріумфом» в огляді книг Лондонської школи економіки, написавши, що вона «розвіює шість ключових мітів, які сформували традиційне розуміння дефіциту як поганого явища, натомість доводячи, що дефіцит може зміцнити економіку і призвести до швидшого зростання».
Девід М. Філдс в «Огляді політичної економії» відзначив Келтона «ясною прозою та гострою дотепністю» і назвав книгу «чудовим внеском у проект побудови критичної та прогресивної соціальної науки».
Економіст Стенфордського університету Джон Кокрейн дав негативну рецензію на книгу, заявивши, що «імплікації Келтон не призводять до бажаних висновків ... її логіка, факти і мова перетворюються на кренделі». Кокрейн назвав аналіз інфляції Келтон упередженим, і сказав, що в книзі немає «жодної статті у великих рецензованих журналах, монографії з чіткими моделями і доказами, або будь-яких інших атрибутів економічного дискурсу».
Економіст Нью-Йоркського університету Альберто Бісін також розкритикував книгу, написавши: «Не те, щоб програма державних витрат, запропонована в книзі, не була б корисною, або щоб монетизація ніколи не була корисним інструментом монетарної політики. ... Всі ці питання зараз вивчаються і обговорюються в (мейнстрімних) академічних і політичних колах. Але СМТ, як показано в книзі, видається дуже поганою спробою підтримати цей політичний порядок денний, без узгодженої теоретичної підтримки».
Колишній головний економіст Європейського центрального банку Отмар Іссінг дав негативну рецензію на книгу у статті з критикою сучасної монетарної теорії.

## Обрані твори
- Bell (Kelton), Stephanie, "Can Taxes and Bonds Finance Government Spending?", Levy Economics Institute, July 1998
- Bell (Kelton), Stephanie, "The role of the state and the hierarchy of money [Архівовано December 26, 2018, у Wayback Machine.]", Cambridge Journal of Economics, Vol. 25, 2001, pp. 149–163
- Kelton, Stephanie, Edward J. Nell, editors. The State, the Market, and the Euro: Metallism versus Chartalism in the Theory of Money; Edward Elgar; Reprint edition: May 2003; ISBN 9781843761563
- Kelton, Stephanie, The Deficit Myth: Modern Monetary Theory and the Birth of the People's Economy, June 2020; ISBN 9781541736184